# Брада, Режё
Режё Брада (венг. Brada Rezső; 6 января 1906, Будапешт, Австро-Венгрия — 28 апреля 1948, там же, Венгрия) — венгерский артист балета, хореограф, балетмейстер
.

## Биография
Сын известного танцовщика и балетмейстера Эде Брада (1879—1955). Учился танцу у отца с одиннадцати лет.
Позднее обучался в США у педагогов А. Раша и Ч. Хейла. В 1923 году, вернувшись в Будапешт, был принят в балетную труппу венгерской Королевской оперы. Работал в Оперном театре с небольшим перерывом до 1944 года.
В 1927—1928 год гастролировал по США, выступал в Вене. С 1934 года — хореограф Балетного общества. С 1935 по 1937 год работал балетмейстером в венгерской Королевской оперы, где поставил: «Священный факел» Э. Донаньи (1934), «Куруцскую сказку» З. Кодая (1935), «Великан-эгоист» на муз. Е. Хубая (1936), «Лисистрату» Л. Лайта (1937) и др.
Исполнял ведущие партии в балетах:
- «Шехеразада» на муз. Римского-Корсакова,
- «Петрушка» И. Стравинского,
- «Сильвия» и «Коппелия» Л. Делиба,
- «Треуголка» М. де Фальи и др.